# Cheiloneurus longipennis
Cheiloneurus longipennis är en stekelart som beskrevs av Fatma och Shafee 1988. Cheiloneurus longipennis ingår i släktet Cheiloneurus och familjen sköldlussteklar. Inga underarter finns listade i Catalogue of Life.